# Tony Buzan

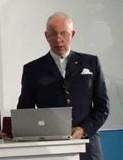
Tony Buzan

Tony Buzan (Londen, 20 juni 1942 – 13 april 2019) was een Brits psycholoog en auteur. Hij is bekend om zijn technieken in verband met mindmaps. Hij haalde in 1964 aan de Universiteit van Brits Columbia onderscheidingen in psychologie, Engels, wiskunde, en wetenschappen. 